# Convergenza antartica

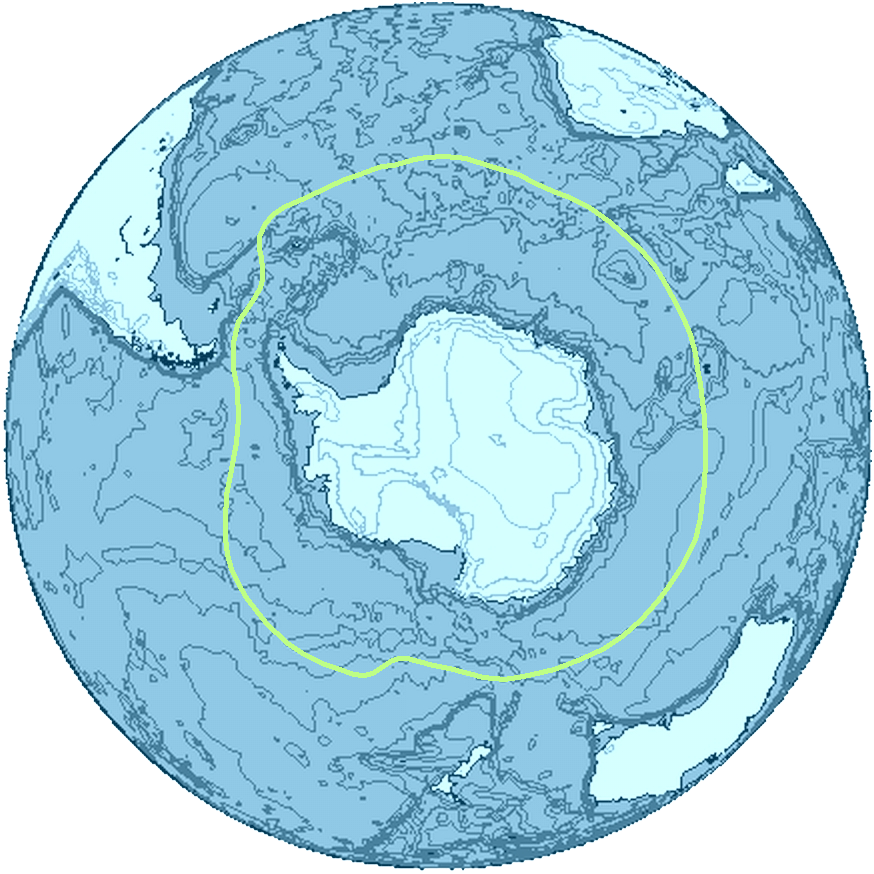
La regione antartica

La convergenza antartica è una ristretta fascia di mare circondante il continente antartico dove le acque fredde antartiche che salgono da Sud si incontrano con le acque relativamente più calde delle zone subantartiche o temperate. Questa fascia di mare è attualmente larga da 30 a 50 km; si estende sui 360° di longitudine, a una latitudine oscillante tra i 48°S e i 61°S, con variazioni massime di mezzo grado in più o in meno.
La fascia di convergenza antartica è facilmente identificabile tramite l'osservazione delle temperature superficiali del mare: in questi pochi chilometri di mare si hanno variazioni di 3-5 °C. Questa differenza di temperatura marina rende la zona di convergenza antartica una barriera quasi insormontabile, una specie di "cortina di ferro" che separa dal punto di vista climatico e biologico il continente antartico e le zone più temperate.
Fra le varie isole o arcipelaghi che punteggiano gli oceani australi, le Shetland Australi, le Orcadi Australi, le Sandwich Australi, la Georgia del Sud, l'isola Bouvet e Heard giacciono a sud di questa fascia e sono caratterizzate da clima, vegetazione e zoologia caratteristiche di ambienti polari; le Isole Kerguelen sono situate circa in prossimità della Convergenza, mentre le Falkland, le Isole Crozet e l'Isola Macquarie si situano a nord di tale linea.